# Grundpotensform
Grundpotensform är ett kompakt sätt att skriva tal som heltalsexponenter med 10 som bas. Formen används framför allt för att skriva tal som är mycket stora eller mycket små.
En regel är att om man vill omvandla ett tal till grundpotensform, t.ex. 134 000 000, så divideras talet med en tiopotens sådan att talet får ett värde mellan 1 och 10. Därefter multipliceras talet med samma tiopotens, i det här fallet 108 = 100 000 000. 134 000 000 skrivet i grundpotensform blir därmed 1,34·108. Exponenten i tiopotensen motsvarar heltalsdelen av tiologaritmen av talet som ska omvandlas.
- 101 = 10
- 102 = 100
- 103 = 1 000
- 106 = 1 000 000
- 109 = 1 000 000 000
- 1020 = 100 000 000 000 000 000 000

- 10−1 = 1/10 = 0,1
- 10−3 = 1/1 000 = 0,001
- 10−9 = 1/1 000 000 000 = 0,000000001

Genom att använda grundpotensform kan ett mycket stort tal som 156 234 000 000 000 000 000 000 000 000 lättare skrivas som 1,56234·1029 och ett mycket litet tal som 0,0000000000234 kan skrivas som 2,34·10−11.
Ett tal skrivet i grundpotensform kan delas upp i två delar, först siffervärdet, kallad mantissa, därefter tiopotensen, kallad exponent. För att talet ska vara skrivet i grundpotensform krävs att siffervärdet är ett tal som är större än eller lika med 1 och mindre än 10.
De flesta kalkylatorer (miniräknare) och vissa datorprogram utelämnar bas-siffran 10 och använder bokstaven E (som i Exponent) istället, till exempel 1,56234 E29. Detta E ska inte förväxlas med talet e. Det finns även datorprogram (till exempel programmeringsspråket QBasic) som använder bokstaven D istället då man anger tal på dubbelprecisionsformat.